# Нові Шомполи
Но́ві Шомполи — село Красносільської сільської громади в Одеському районі Одеської області, Україна. Населення становить 527 осіб.

## Населення
Згідно з переписом 1989 року населення села становило 523 особи, з яких 246 чоловіків та 277 жінок.
За переписом населення 2001 року в селі мешкало 527 осіб.

### Мова
Розподіл населення за рідною мовою за даними перепису 2001 року:
| Мова       | Відсоток |
| ---------- | -------- |
| українська | 83,11 %  |
| російська  | 15,94 %  |
| молдовська | 0,57 %   |
| болгарська | 0,38 %   |